# Hildred Mary Butler
 Hildred Mary Butler (9 de octubre de 1906 - 8 de abril de 1975) fue una microbióloga australiana. 

## Vida y obra
Hija de Archie Butler, un granjero, y Rose Josephine Hancock, su esposa, nació en Elsternwick, Melbourne y se educó en Lauriston Girls' School, obteniendo una licenciatura y un doctorado en ciencias de la Universidad de Melbourne .  De 1928 a 1938 fue bacterióloga del Instituto de Investigaciones Médicas Baker. De 1938 a 1971 fue bacterióloga en el Royal Women's Hospital .  Durante ese tiempo, ayudó a establecer un servicio bacteriológico 24 horas al día, 7 días a la semana en el hospital. Butler también se desempeñó como tesorero de la Sociedad Victoriana de Patología y presidente de la Asociación de Científicos Hospitalarios de Victoria . Se jubiló en 1971. Butler publicó una importante monografía Blood Cultures and Their Significance en 1937.  Su investigación sobre las causas de las infecciones durante y después del parto se publicó en 21 artículos publicados en Australia y el extranjero. Butler murió en el Royal Women's Hospital de Melbourne a la edad de 68 años. 